# Premio Pustovoit
El Premio Pustovoit es el más alto honor conferido a las personas que trabajan en el cultivo de girasol y es conferido por la Asociación Internacional de Girasol (ISA, del inglés International Sunflower Association). El nombre del premio rinde honor a Vasilii Stepanovich Pustovoit, investigador ruso que dedicó su vida al mejoramiento genético de este cultivo. 
El premio puede ser otorgado por:
- Contribuciones sobresalientes a la investigación teórica o aplicada en cualquier campo del conocimiento del cultivo de girasol. Por ejemplo genética, reproducción, fisiología, química, fitopatología, agronomía, entomología, control de malezas, industrialización del aceite de girasol, y que hayan estimulado el desarrollo del cultivo de girasol y haya enriquecido la literatura internacional acerca del mismo.

- Desarrollo de variedades o híbridos de alto aceite, con mayor capacidad de rendimiento, aceite de alta calidad, buena resistencia a las enfermedades y/o plagas, y que se cultiven en áreas extensas.

- Mejora de las prácticas culturales como el uso de fertilizantes, fitosanitarios, control de malezas, técnicas de labranza y los métodos de cosecha y equipos de procesamiento.

- Contribuciones a la promoción del cultivo de girasol y de transformación en los países en desarrollo, mejorando así la productividad agrícola y la capacidad de autoabastecimiento.

- En casos especiales, el premio puede ser otorgado por contribuciones sobresalientes a la cooperación internacional en ciencia y tecnología de girasol, y por hacer posible el intercambio de ideas, información y germoplasma.

1980
- Galina Pustovoit, URSS
- Eric D. Putt, Canadá
- Murray L. Kinman, Estados Unidos
- Alex Vranceanu, Rumania
- Patrice Leclerq, Francia

1982
- Waldemar E. Sackston, Canadá
- Tihomir Vrebalov, Yugoslavia

1985
- Charles B. Heiser Jr., Estados Unidos
- Alexander Victorovich Anaschenko, URSS

1988
- Aurelio Luciano, Argentina
- Dragan Skoric, Yugoslavia

1992
- A.B. Dyakov, Rusia
- Georgieva Teodorova, Bulgaria
- Georges Piquemal, Francia

1996
- Antonin Kovacic, Prag

2000
- Antonio Benvenuti
- Gerhardt Fick, Estados Unidos
- Horia Constantin Iliescu, Rumania
- Colin Royden Seccombe, Australia
- Karm Ivanovich Soldatov, Rusia

2004
- Gian Paolo Vannozzi, Italia
- José Fernández Martinez, España
- Felicity Vear, Francia
- Florin Stoenescu, Estados Unidos

2008
- Ferenc Viranyi, Hungría
- Viktor Burlov, Ucrania
- Jerry Miller, Estados Unidos
- Antonio Hall, Argentina
- Luka Cuk, Francia

- Datos: Q6084832